# Svend Soot von Düring
Svend Soot von Düring, född 7 juli 1915 i Oslo, död 7 juni 1969 i Bergen, var en norsk skådespelare och regissör, son till underhållaren Botten Soot.
Han debuterade 1933 i en kabaret på Søilen Teater. Därefter var han anställd vid Chat Noir 1933–1936, sedan i flera år vid Trøndelag Teater och Den Nationale Scene. På sistnämnda scen visade han sig som en allsidig konstnär. Han spelade Danilo i Den glada änkan och Tevye i Spelman på taket, och gjorde starkt intryck i Ibsens skådespel, särskilt som Tesman, Relling och Osvald. Han visade sin självständiga fantasi och form i Holbergs och Shakespeares verk och gjorde sig bemärkt som Thygesen i Bjørnstjerne Bjørnsons Geografi og kærlighed och som Peachum i Bertolt Brechts Tolvskillingsoperan.
Vid sidan av teatern verkade han även som filmskådespelare. Han debuterade 1937 i Ungt blod. Efter ett uppehåll medverkade han på 1950-talet i flera filmer och på 1960-talet i flera TV-produktioner. Han gjorde sin sista roll 1968 i TV-serien Skipper Worse.
von Düring var också verksam som teaterregissör.

## Filmografi
- 1937 – Ungt blod
- 1951 – Skadeskutt
- 1951 – Ukjent mann
- 1953 – Den evige Eva
- 1957 – Hjemme hos oss. Husmorfilmen 1957.
- 1957 – Smuglere i smoking
- 1964 – Den stundesløse
- 1965 – Hans Majestets Foged
- 1968 – Skipper Worse (TV-serie)

### Webbkällor
- ”Svend Soot von Düring”. Store norske leksikon. http://snl.no/Svend_Soot_von_D%C3%BCring. Läst 9 augusti 2012.